# Жемчужный промысел
Жемчужный промысел — исторический способ получения жемчуга из раковин пресноводных жемчужниц и некоторых других моллюсков. Промыслом занимались ныряльщики за жемчугом. Для того чтобы получить 3-4 качественные жемчужины, требовалось открыть раковины до тонны моллюсков.
Добыча морского жемчуга ведётся главным образом в Красном море и Персидском заливе, а также у берегов Шри-Ланки и Японии, где его добывают ныряльщики ама. Пресноводный жемчуг добывался в Германии, России, Китае и странах Северной Америки. В настоящее время на специальных плантациях получают также культивированный жемчуг.

## Жемчужные промыслы Российской Империи
Хотя русский жемчуг упоминается во многих исторических источниках и ему посвящено большое количество научных работ, изучение истории промысла жемчуга оказывается достаточно сложной задачей. Это связано с тем, что на Руси использовался не только местный речной жемчуг, но и морской, привозимый с Индийского океана. Уже в изделиях XII—XIII веков использовался и жемчуг восточного происхождения, и мелкий речной жемчуг, и даже имитация жемчуга — полые стеклянные бусины. Первые исторические данные о промысле жемчуга в русских реках относятся к XV веку. Наиболее широко в России жемчужный промысел был распространен в реках Кольского полуострова и Карелии. В реках Южного Беломорья (современная Архангельская область) жемчуг добывался в XVII—XX вв. Лов жемчуга преимущественно начинался 15 июня, когда вода в реках убывает, и продолжался до 15 августа, пока вода в реке не становилась холодной. Раковины изымались обычно руками и выбрасывались на землю. Иногда использовали сачок из сетки с крупной ячеей или драгу. В отдельных случаях употребляли раму — приспособление из четырех кольев, которыми собирали раковины со дна. В глубоких местах применялся деревянный шест с расщепленным концом — щипец. Для ловли на глубоких местах сооружали плот, в котором делали отверстие для берестяной трубы, в неё ловцы высматривали скопления жемчужниц. На Русском Севере добыча жемчуга производилась из европейской жемчужницы. В настоящее время численность этого моллюска низка и продолжает сокращаться. Основными негативными факторами, определяющими современное состояние жемчужницы в регионе, вероятно, являются снижение численности рыб-хозяев — атлантического лосося и кумжи.